# Antonio Puerta
Antonio Puerta (26. listopadu 1984, Sevilla, Španělsko – 28. srpna 2007 tamtéž) byl španělský fotbalista a reprezentant, který nastupoval především v obranných řadách fotbalového týmu.

## Klubová kariéra
Antonio Puerta se narodil v sevillské čtvrti Nervión, velmi blízko stadiónu Estadio Ramón Sánchez Pizjuán. Puerta prošel všemi kategoriemi týmu FC Sevilly a byl jedním z hráčů „silné“ generace fotbalistů (Sergio Ramos, Jesús Navas, Alejandro Alfaro, Kepa Blanco), kteří vzešli ze spodních kategorií sevillského klubu. Puerta si svůj debut za první tým FC Sevilly, který tehdy trénoval Joaquín Caparrós, odbyl 21. března 2004 v zápase proti Málaga CF, který Sevilla prohrála 0-1. V sezóně 2004/2005 nebyl ještě Puerta pevnou součástí týmu, více zápasů odehrával za B tým Sevilly pod taktovkou Manola Jiméneze. V sezóně 2006/2007 hrál už za A tým na levé straně stabilně. 27. dubna 2006 vstřelil v odvetném semifinálovém zápase poháru UEFA proti FC Schalke 04 rozhodující branku, zápas skončil 1-0 a Sevilla postoupila do finále evropského poháru po více než šedesáti letech. O čtrnáct dní později Sevilla porazila ve finále Middlesbrough FC 4-0. Po této sezóně se o něj zajímaly kluby Arsenal FC, Manchester United nebo Real Madrid.[zdroj?]

## Reprezentační kariéra
Puerta nastupoval také pravidelně za španělskou reprezentaci do 21 let.
7. října 2006 nastoupil i za A-mužstvo Španělska, debutoval v kvalifikačním zápase proti Švédsku, který skončil porážkou Španělska 0:2. Byl to jeho jediný start za A-tým.

## Smrt
25. srpna 2007 v prvním kole španělské ligy v zápasu na domácím hřišti proti Getafe Antonio Puerta zkolaboval. Stalo se tak v 28. minutě. Po okamžité pomoci spoluhráčů Antonio Puerta odešel z trávníku po vlastních nohou, ale v útrobách stadiónu znovu zkolaboval a byl rychle převezen do sevillské nemocnice Virgen del Rocío na jednotku intenzivní péče, kde byl napojen na dýchací přístroje. Zdroje z nemocnice potvrdily, že Antonio Puerta měl za noc až pět srdečních zástav po kterých muselo dojít ke kardiopulmonární resuscitaci.[zdroj?] Druhý den ráno řekli lékaři, že: „situace Antonia Puerty je vážná, v noci jsme se báli o jeho život.“[zdroj?] Lékařská zpráva, kterou vydal tým doktorů starajících se o Puertu nezněla příliš pozitivně. Stálo v ní: „situace pacienta po třicetišestihodinové hospitalizaci je stále kritická, v důsledku vážných potíží způsobených zástavou srdce je pravděpodobné, že má pacient poškozený mozek.“[zdroj?] Situace se v následujících hodinách ještě více zhoršila.
Puerta zemřel 28. srpna ve 14:30. Příčinou smrti bylo podle oficiálního tiskového prohlášení lékařů selhání orgánů způsobené dlouhotrvající zástavou srdce.[zdroj?] Antonio Puerta po sobě zanechal ženu v osmém měsíci těhotenství, dítě se narodilo 21. října.[zdroj?]
Pohřební síň byla provizorně nainstalována do útrob stadionu Ramón Sánchez Pizjuán, pohřeb se konal 29. srpna na hřbitově San Fernando v Seville. Jeho úmrtí spojilo dva kluby s obrovskou rivalitou – FC Sevillu a Real Betis, na poslední rozloučení s Antoniem přišlo nespočet fanoušků odvěkého rivala Sevilly. Dalšími kluby, které vyjádřily solidaritu byly: Real Madrid, FC Barcelona, Atlético de Madrid, RCD Espanyol, Málaga CF , Cádiz CF, Córdoba CF, Real Valladolid, Real Zaragoza, Valencia CF, R.C. Deportivo de la Coruña, Athletic Club de Bilbao, Recreativo de Huelva, C.A. Osasuna, Real Mallorca a Real Murcia. Zástupci všech těchto klubů byli přítomni na pohřbu Antonia Puerty.

### Projevy úcty
Pár dní po tragickém úmrtí Antonia Puerty byl na programu evropský superpohár ve kterém Sevilla hrála proti vítězi Ligy Mistrů AC Milán. Milanský velkoklub nabídnul Seville přesunutí tohoto zápasu na jiný termín, andaluský klub však odmítl, Sevilla chtěla toto utkání věnovat zesnulému Puertovi. Hráči obou týmů naskočili na trávník se jménem Puerta pod číslem jejich dresu.[zdroj?]. AC Milan nakonec porazil Sevillu 3:1, vítězství věnoval Antoniu Puertovi.
13. května 2008 se na Sanchézi Pizjuánu odehrál přátelský zápas na počest Antonia Puerty. FC Sevilla hrála proti výběru světových fotbalových hvězd tvořeném hráči jako jsou Iker Casillas, Sergio Ramos, Raúl González, Samuel Eto’o, Thierry Henry, Didier Drogba, Emmanuel Eboué, Emmanuel Adebayor…
V létě roku 2008 vyhrála španělská reprezentace EURO 2008, při oslavách ihned po zápase i při pozdějších oslavách v Madridu měl na sobě bývalý hráč FC Sevilly Sergio Ramos tričko s fotkou Antonia Puerty a nápisem „siempre con nosotros“ což v překladu znamená „vždy s námi“. Ten samý hráč uctil památku Puerty i v zápase za Real Madrid proti Villarrealu. Poté co dal Ruud van Nistelrooy gól, Sergio Ramos si svlékl dres a ukázal fanouškům tričko s nápisem v překladu: "Antonio Puerta – Odpočívej v pokoji."
V 2. kole španělské ligy sezóny 07/08 o prvním zářijovém víkendu se držela na všech stadiónech minuta ticha na počest Antonia Puerty.
29. srpna 2007 se odehrál v Barceloně na Nou Campu turnaj zvaný Trofeo Joan Gamper. Katalánský klub v něm hostil Inter Milan. Tento zápas byl jasně poznamenán úmrtím Antonia Puerty. Na začátku se držela minuta ticha, všichni hráči naskočili na trávník v sevillském dresu Puerty, Ronaldinho poslal jeden z gólů Barcelony na nebe za Antoniem Puertou.
V srpnu roku 2008 se Sevilla rozhodla uspořádat turnaj na počest Puerty. Nazvala ho Trofeo Antonio Puerta. Vítěz může vyhrát trofej v podobě stříbrného dresu Puerty na vínovém podkladě ve stříbrném rámu. Tento turnaj slouží jako připomínka a projev úcty tragicky zesnulému hráči Sevilly. V prvním roce hostil klub z Nerviónu Málagu, zápas vyhrála Sevilla 2:0 díky gólům Renata a Luise Fabiana. Tento turnaj se koná každou sezónu.
Sevilla chtěla stáhnout jeho dres s číslem 16 až do doby, kdy jeho syn oslaví své osmnácté narozeniny. Španělský fotbalový svaz však toto neumožňuje. Dres s číslem šestnáct tak převzal David Prieto.
V 16. minutě každého zápasu se nejdříve držela na Sanchézi Pizjuánu minuta ticha na počest Antonia Puerty. Fanoušci přestali povzbuzovat a mlčky seděli. Později však fandové změnili projev úcty na hlasité skandování jména Antonio Puerta a tleskání do rytmu.[zdroj?]